# Paul Lasne
Paul Lasne, né le 16 janvier 1989 à Saint-Cloud en France, est un footballeur français. Gaucher, il joue comme milieu polyvalent.

## Biographie

### Enfance et formation
Paul Lasne a neuf ans lorsqu'il rejoint la section football de l'ACBB (Athlétic Club de Boulogne-Billancourt), considéré comme l'un des meilleurs clubs formateurs de la région parisienne. En 2001, il remporte avec son équipe le championnat des Hauts-de-Seine dans la catégorie benjamin.
Il suscite alors l’intérêt de plusieurs recruteurs de clubs professionnels dont Camille Choquier pour le PSG, Yves Gergaud pour le RC Lens et Guy Hillion pour les Girondins de Bordeaux. En août 2002, il intègre le centre de préformation du FC Girondins de Bordeaux, puis le centre de formation (2004-2007).  
Au cours de cette période, il est désigné « espoir du football » et participe à la 5e édition des Étoiles du sport avec pour parrain Bixente Lizarazu qui évoque sa rencontre avec Paul Lasne dans son livre Bixente, publié en mai 2007 chez Grasset.
Lors de la saison 2008-2009, il fait ses armes en CFA sous les ordres de Patrick Battiston et de Marius Trésor.

### Débuts professionnels au FC Girondins de Bordeaux
En 2008, capitaine de la formation bordelaise, il est finaliste de la Coupe Gambardella et l’année suivante il signe son premier contrat professionnel avec l’équipe devenue championne de France de ligue 1 deux mois plus tôt sous la direction de Laurent Blanc et Jean-Louis Gasset. 
Prêté à Châteauroux (ligue 2) en janvier 2010 dans l’équipe dirigée par Jean-Pierre Papin, il revient dans son club formateur avant de rejoindre l'AC Ajaccio en août, toujours en ligue 2.

### Révélation à l’AC Ajaccio (2010-2014)
À l'issue de la première saison de Paul Lasne à l'AC Ajaccio, l'équipe, vice-championne de ligue 2, rejoint l’élite. Après un accord entre le FC Girondins de Bordeaux et l’AC Ajaccio, Paul Lasne signe un contrat de trois ans en faveur du club corse, « un retour bienvenu à l’ACA où le milieu de terrain a pu exploiter ses nombreuses qualités techniques », souligne le quotidien Corse-Matin. 
Durant ces années, il dispute 89 rencontres en ligue 1. Au terme de la saison 2013-2014, le club est relégué en ligue 2, mais Paul Lasne attire l’attention de plusieurs clubs de l’élite, notamment le Stade Rennais, l'ASSE Saint-Étienne et le MHSC (Montpellier Hérault Sport Club) de Rolland Courbis, club avec lequel il signe un contrat de quatre ans.

### Converti milieu relayeur au MHSC (2014-2019)
Arrivé au MHSC en juin 2014, il marque son premier but sous ses nouvelles couleurs le 9 janvier 2015 face à l'Olympique de Marseille dans le cadre de la 20e journée de championnat.
Au cours de sa deuxième saison au club, il se blesse gravement lors d’un déplacement chez son club formateur, les Girondins de Bordeaux, victime d’une rupture du ligament croisé antérieur du genou gauche. Sa saison prend fin dès la 10e journée de championnat.
De nouveau opérationnel en juillet 2016, il fera son retour dans l’équipe désormais dirigée par Frédéric Hantz lors de la 10e journée comme titulaire face à l'AS Monaco FC. Dès lors, il enchaîne les bonnes performances. Lors de la 16e journée de championnat, il participe largement à la victoire de son équipe face au PSG en inscrivant un but d’un lob sur le gardien Alphonse Areola. Sa prestation est soulignée par le journal L'Équipe qui lui attribue la note de 7 avec ce commentaire : « Même s’il était excentré côté gauche, le milieu a touché un nombre impressionnant de ballons. (…) Son but, où il ajuste Areola tout en douceur, fait basculer la rencontre (1-0, 42e). » (L'Équipe, 4 décembre 2016).
Deux journées de championnat plus tard, il récidive lors de la réception de son club formateur à la Mosson en réalisant une prestation de haut vol (1 but et une passe décisive) qui conforte la large victoire du MHSC contre Bordeaux (4-0). Il figure dans l’équipe-type de la 18e journée du journal L'Équipe et il est désigné comme « joueur de la journée » par Alain Roche, consultant de Canal + et par le site Maxifoot.fr. Ses performances sont également saluées par son entraîneur et il est logiquement élu joueur du mois de décembre par les supporters du MHSC.
Milieu défensif de formation, devenu milieu relayeur, utilisé sur le côté droit par Rolland Courbis, puis sur le côté gauche par Frédéric Hantz et Jean-Louis Gasset, Paul Lasne a su s’adapter aux attentes de ses différents entraîneurs. Il présente en outre la particularité d’inscrire la majorité de ses buts par des frappes lointaines, mais c’est dans la surface de réparation, lors de la réception de Saint-Étienne (26e journée), qu’il inscrit son troisième but de la saison.
Milieu expérimenté, il a disputé son 150e match de ligue 1 comme titulaire contre le PSG dans le cadre de la 34e journée en avril 2017.
Il participe aux bons résultats du MHSC toutefois l'arrivée de Michel Der Zakarian va entraîner une baisse de son temps de jeu. Il quitte le club finalement le 13 août 2019 pour s'engager avec le Stade brestois 29, où il portera le numéro 13.

### Un passage à Brest perturbé par une grave blessure (2019-2022)
Lors de la saison 2019-2020, Paul Lasne fait partie des joueurs régulièrement utilisés par Olivier Dall'Oglio. Il dispute 22 rencontres de Ligue 1 et marque 2 buts.
Son début de saison 2020-2021 est perturbé par une blessure à l'adducteur : il manque les trois premières rencontres de la saison, avant d'être sur le banc face à Lorient. Il reprend progressivement sa place de titulaire et dispute 22 rencontres entre septembre 2020 et mars 2021. En avril 2021, touché à l'entraînement; il est victime d'une rupture du ligament croisé antérieur du genou droit. Il n'est plus sous contrat avec Brest à partir de l'été 2021 mais fait sa rééducation au sein des infrastructures Brestoises. Il re-signe à Brest début novembre 2021.

### Retour en Ligue 2, au Paris FC (2022-2024)
Le 27 juin 2022, il signe au Paris FC pour 2 ans. En fin de saison 2023-2024, il décide de raccrocher les crampons.

## Statistiques
| Saison                | Club                  | Championnat           | Championnat | Championnat | Coupe nationale | Coupe nationale | Coupe de la Ligue | Coupe de la Ligue | Total | Total |
| Saison                | Club                  | Division              | M.          | B.          | M.              | B.              | M.                | B.                | M.    | B.    |
| 2009-2010             | LB Châteauroux (prêt) | Ligue 2               | 9           | 0           | -               | -               | -                 | -                 | 9     | 0     |
| 2010-2011             | AC Ajaccio (prêt)     | Ligue 2               | 32          | 1           | 2               | 0               | 2                 | 0                 | 36    | 1     |
| 2011-2012             | AC Ajaccio            | Ligue 1               | 27          | 0           | 2               | 0               | 1                 | 0                 | 30    | 0     |
| 2012-2013             | AC Ajaccio            | Ligue 1               | 28          | 1           | 1               | 0               | -                 | -                 | 29    | 1     |
| 2013-2014             | AC Ajaccio            | Ligue 1               | 34          | 3           | 2               | 0               | 1                 | 0                 | 37    | 3     |
| Sous-total            | Sous-total            | Sous-total            | 121         | 5           | 7               | 0               | 4                 | 0                 | 132   | 5     |
| 2014-2015             | Montpellier HSC       | Ligue 1               | 31          | 2           | 1               | 0               | 1                 | 0                 | 33    | 2     |
| 2015-2016             | Montpellier HSC       | Ligue 1               | 9           | 0           | -               | -               | -                 | -                 | 9     | 0     |
| 2016-2017             | Montpellier HSC       | Ligue 1               | 24          | 3           | 1               | 0               | 2                 | 0                 | 27    | 3     |
| 2017-2018             | Montpellier HSC       | Ligue 1               | 37          | 1           | 3               | 0               | 2                 | 0                 | 42    | 1     |
| 2018-2019             | Montpellier HSC       | Ligue 1               | 35          | 2           | 1               | 0               | 1                 | 0                 | 37    | 2     |
| Sous-total            | Sous-total            | Sous-total            | 136         | 8           | 6               | 0               | 6                 | 0                 | 148   | 8     |
| 2019-2020             | Stade brestois 29     | Ligue 1               | 19          | 2           | 1               | 0               | -                 | -                 | 20    | 2     |
| 2020-2021             | Stade brestois 29     | Ligue 1               | 22          | 0           | -               | -               | -                 | -                 | 22    | 0     |
| 2021-2022             | Stade brestois 29     | Ligue 1               | 15          | 0           | 2               | 0               | -                 | -                 | 17    | 0     |
| Sous-total            | Sous-total            | Sous-total            | 56          | 2           | 3               | 0               | -                 | -                 | 59    | 2     |
| 2022-2023             | Paris FC              | Ligue 2               | 28          | 0           | 4               | 0               | -                 | -                 | 32    | 0     |
| 2023-2024             | Paris FC              | Ligue 2               | 6           | 0           | -               | -               | -                 | -                 | 6     | 0     |
| Sous-total            | Sous-total            | Sous-total            | 34          | 0           | 4               | 0               | -                 | -                 | 38    | 0     |
| Total sur la carrière | Total sur la carrière | Total sur la carrière | 356         | 15          | 20              | 0               | 10                | 0                 | 386   | 15    |

## Palmarès
Il est vice-champion de Ligue 2 en 2011 avec l'AC Ajaccio.

## Littérature
Paul Lasne développe également une passion pour l'écriture et la littérature. En 2021 il publie MurMures aux éditions LeTiers où il raconte son confinement lors de la crise de la Covid-19 en tant que footballeur professionnel.
En 2021 également, il rédige une nouvelle intitulée Bruits de vestiaire pour Caviar Magazine, publiée dans le 7ème numéro de la revue Aller-Retour.
En 2022, il participe avec neufs autres auteurs au livre « Brest polyphonie » aux éditions du parapluie jaune.

### Vidéos des buts de Paul Lasne
- But contre l’OM (janvier 2015 - 20e journée)
- But contre le PSG (2016 - 16e journée)
- But contre le FC Girondins de Bordeaux (2016 - 18e journée)
- But contre l'ASSE (2017 - 26e journée)